# Ernst Schelle
Ernst Schelle (1864-1945) fue un botánico alemán, especializado en espermatófitas, con énfasis en las cactáceas. Trabajó como inspector de los Jardines Botánicos de la Universidad de Tubinga.

## Algunas publicaciones

### Libros
- 1926. Kakteen: kurze beschreibung nebst angaben über die kultur der gegenwärtig im handelbefindlichen arten und formen ... (Cactus: Breve descripción, junto con información sobre la cultura de los presentes en la misma especie sensible a mano y la forma ...). Ed. A. Fischer. 368 pp.
- 1921. Botanisches und gärtnerisches Wörterbuch für Gärtner und Gartenfreunde (Botánica y horticultura diccionario para los jardineros y amantes de los jardines). Ed. Ulmer. 212 pp.
- 1909. Die winterharten Nadelhölzer Mitteleuropas: ein Handbuch für Gärtner und Gartenfreunde (Las coníferas resistentes en el centro de Europa: un manual para los jardineros y amantes de los jardines). Ed. Ulmer. 356 pp.
- ernst Schelle, Hermann Zabel. 1903. Handbuch der Laubholz-Benenung. Systematische und alphabetische Liste aller in Deutschland ohne oder unter leichtem Schutz im freien Lande ausdauernden Laubholzarten und Formen mit ihren Synonymen (Manual de maderas duras secadas. Sistemática y lista alfabética de todas en Alemania, con o sin protección ligera en el campo abierto especies perennes de hoja caduca y forma con sus sinónimos). Ed. P. Parey. 625 pp.

## Honores

### Epónimos
Especies
- (Asteraceae) Hieracium schellianum Üksip[1]
- (Poaceae) Avenastrum schellianum (Hack. ex Korsh.) Roshev. ex Kom.[2]
- (Poaceae) Helictotrichon schellianum (Hack. ex Korsh.) Kitag.[3]

- La abreviatura «Schelle» se emplea para indicar a Ernst Schelle como autoridad en la descripción y clasificación científica de los vegetales.[4]